# JPMorgan Chase Tower (Dallas)
JPMorgan Chase Tower è un grattacielo in stile postmoderno situato al 2200 di Ross Avenue, nel centro della città di Dallas, in Texas. Con i suoi 225 metri di altezza (738 piedi) è quarto edificio più alto della città texana. È inoltre il dodicesimo grattacielo più alto dello stato del Texas. 
Fu progettato e fatto costruire dallo studio di architettura Skidmore, Owings and Merrill; venne completato nel 1987. L'edificio è noto per la sua particolare struttura architettonica. 
È attualmente aperto al pubblico: una parte del grattacielo, lo Skylobby può essere visitato e permette di avere una buona visuale sulla città di Dallas.